# Дамір Байс
Дамір Байс (хорв. Damir Bajs, нар. 7 жовтня 1964, Пакраць) — хорватський політик, урядовець, парламентар, один із лідерів Хорватської селянської партії (ХСП). Міністр туризму Хорватії у 2008—2011 роках.

## Життєпис
Закінчив середню школу в Беловарі.
Протягом 1980-х років пробував себе як письменник у жанрі наукової фантастики, опублікувавши шість оповідань у популярному тоді журналі «Сіріус».
1991 року здобув диплом правника на юридичному факультеті Загребського університету. Брав участь у бойових діях війни в Хорватії. 1994 року почав юридичну практику і здобув право працювати адвокатом. Долучився до діяльності Хорватської селянської партії.
У квітні 1995 року обійняв посаду секретаря Беловарсько-Білогорського округу, а з 30 червня 2000 року — посаду жупана, на якій перебував безперервно до 2008 року, повернувшись на цю посаду 2013 року. На парламентських виборах 2007 обраний депутатом 6-го скликання, проте відмовився від депутатства через заборону поєднувати посади. У січні 2008 став міністром туризму у другому уряді Іво Санадера, з липня 2009 по грудень 2011 обіймав цю саму посаду в уряді, який очолювала Ядранка Косор.
Балотувався на парламентських виборах 2011 у виборчому окрузі №2 за списком ХСП, де значився під другим номером. У цьому окрузі його партія здобула єдиний мандат у парламент 7-го скликання, який посів лідер списку та партії Йосип Фрішчич. Останній, проте, пішов у відставку, і Дамір Байс як наступний кандидат у списку потрапив до парламенту. 28 січня 2012 року він висувався на керівника партії, але програв Бранку Хргу., який його змінив і в парламенті.
Пізніше Байс очолив власну політичну силу. 2020 року знову обраний депутатом парламенту від лівоцентристської коаліції.